# Port lotniczy Rio de Janeiro-Santos Dumont
Port lotniczy Rio de Janeiro-Santos Dumont (IATA: SDU, ICAO: SBRJ) – port lotniczy w Rio de Janeiro, w stanie Rio de Janeiro, w Brazylii. Jest drugim co do wielkości portem lotniczym obsługującym aglomerację Rio po lotnisku Rio de Janeiro-Galeão. Lotnisko jest przeznaczone głównie dla ruchu biznesowego i krajowego. Znajduje się tylko dwa kilometry od centrum miasta. Nazwa lotniska została nadana na cześć pioniera lotnictwa Alberto Santos-Dumonta. Obecnie jest on zarządzany przez Infraero.

## Linie lotnicze i połączenia
- Azul Linhas Aéreas (São Paulo-Campinas)
- Gol Transportes Aéreos (São Paulo-Congonhas)
- TAM Linhas Aéreas (Recife, Salvador, São Paulo-Congonhas)
- Varig (São Paulo-Congonhas)
- OceanAir (Cabo Frio, Campos dos Goytacazes, Macaé, São José dos Campos, São Paulo-Congonhas, Belo Horizonte-Pampulha, Juiz de Fora)
- TEAM Linhas Aéreas (Macaé, Búzios, Cabo Frio, São José dos Campos)
- Total Linhas Aéreas (Belo Horizonte-Pampulha, Cabo Frio, Macaé, Ribeirão Preto, Uberlandia, São João del Rey)
- Passaredo Linhas Aéreas (Ribeirão Preto)